# Monasterio de Tibães

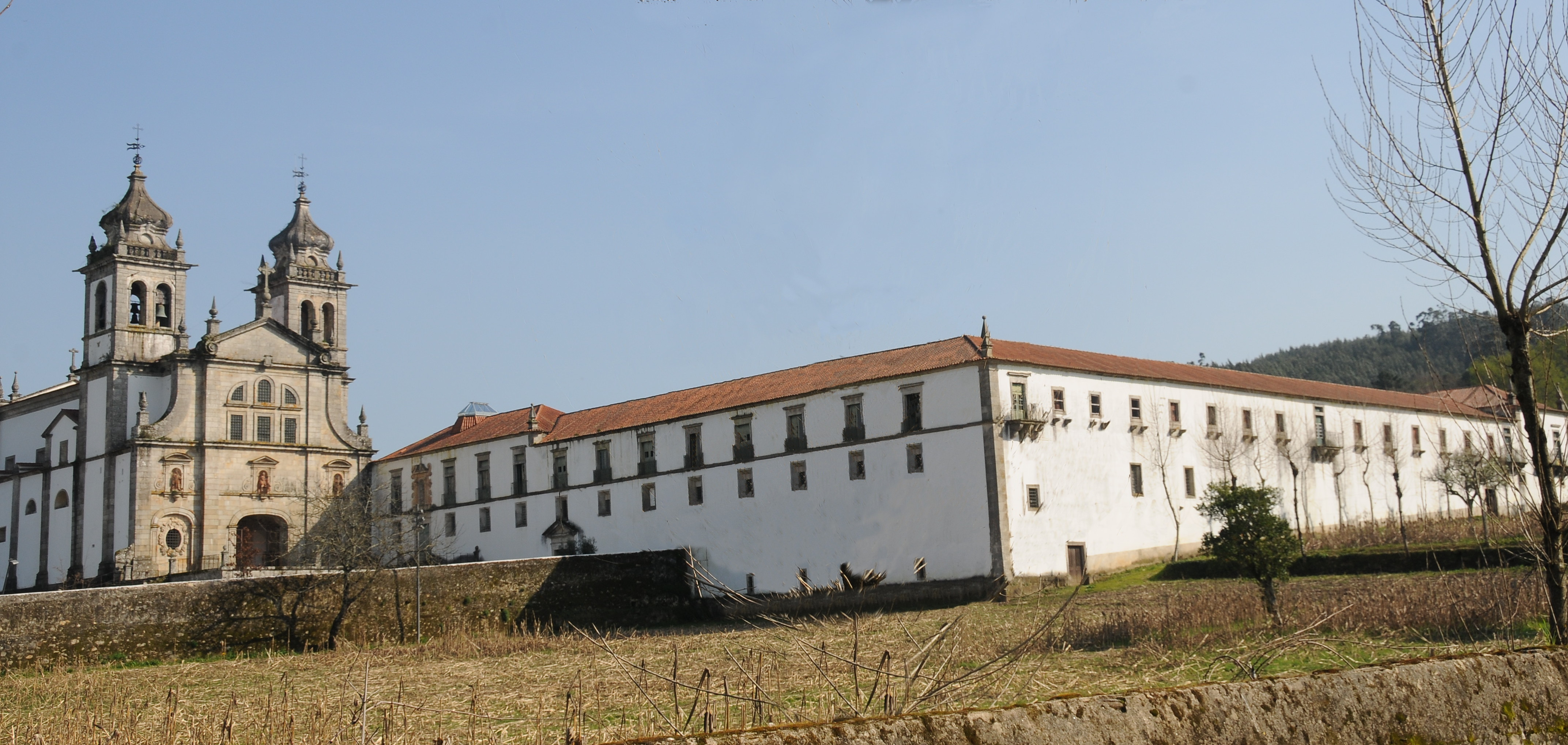
Monasterio de Tibães.

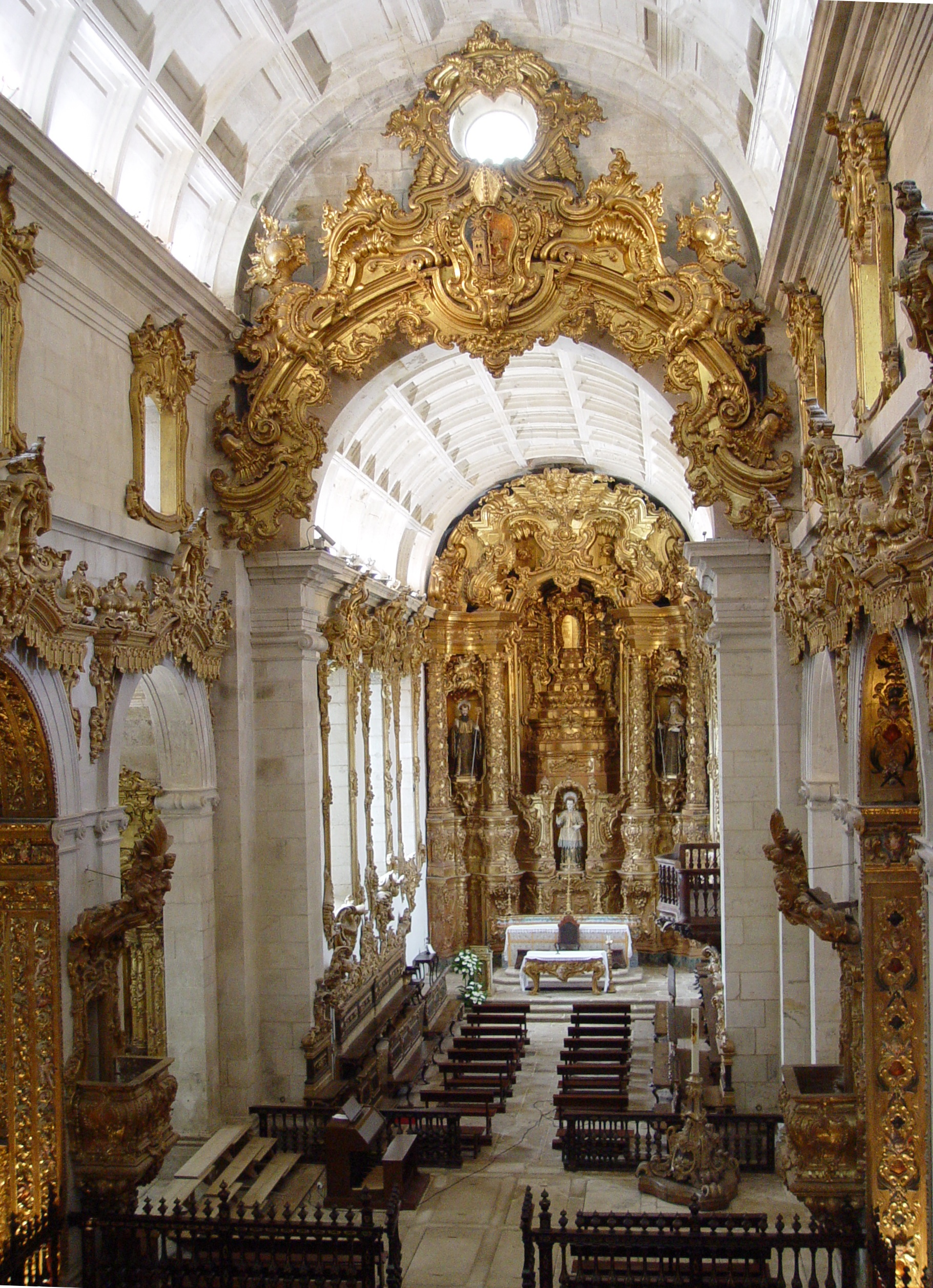
Vista del interior de la iglesia hacia la capilla principal

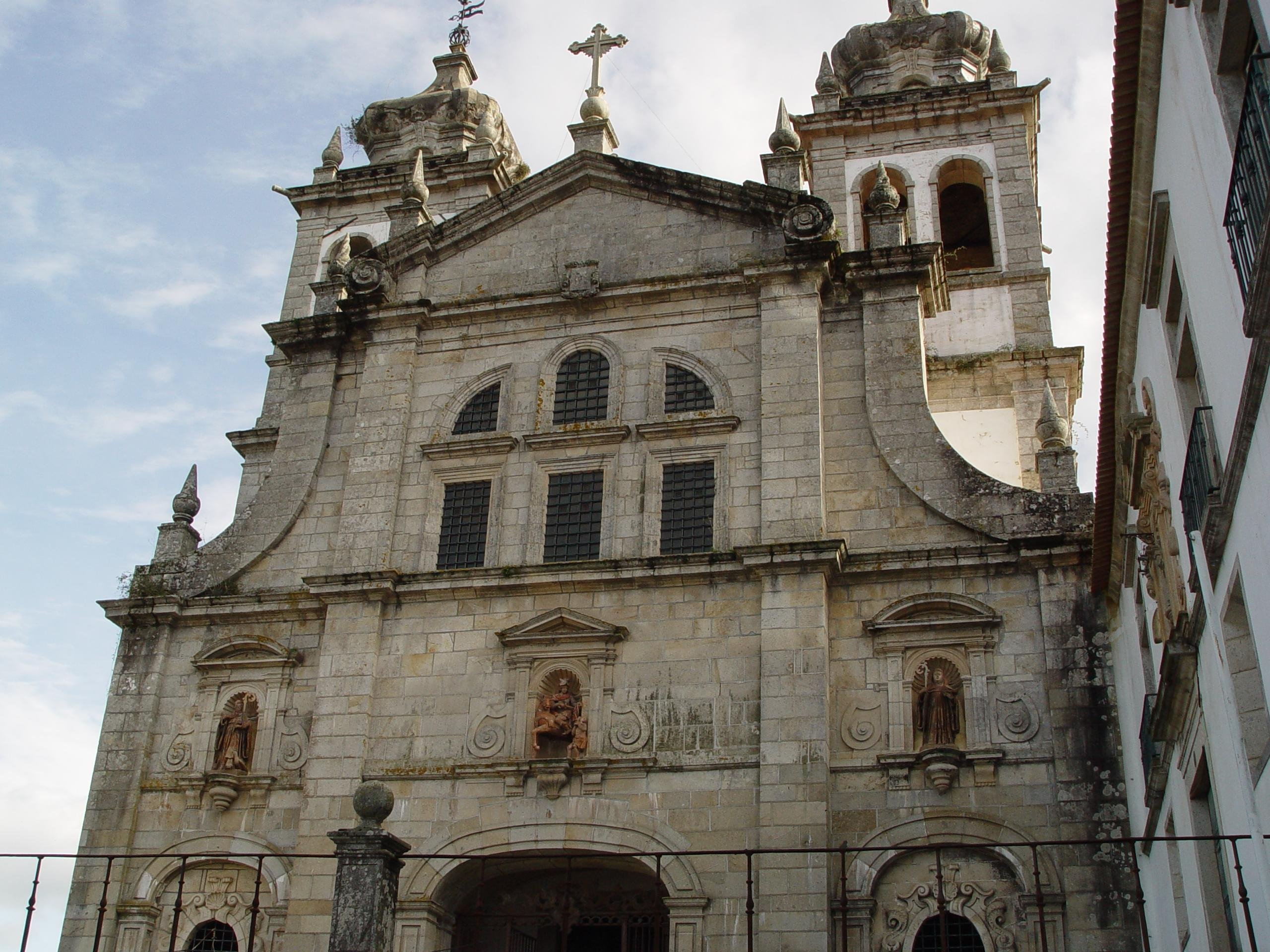
Fachada de la iglesia

El monasterio de Tibães o monasterio de San Martín de Tibães, que engloba la iglesia de Tibães y el crucero de Tibães, fue fundado en el siglo IV en Braga (Portugal). A partir del siglo XI fue ocupado por la congregación benedictina. En el siglo XVI, pasó a ser la casa madre de la orden para Portugal y Brasil. Los edificios principales existentes en la actualidad fueron construidos entre los siglos XVII yXVIII. Uno de los arquitectos que trabajó en ellos fue André Soares, al que se debe el diseño de los retablos del altar mayor y laterales así como de los púlpitos, todos ellos considerados obras clave en el rococó portugués. En lo que respecta a la escultura destacan las obras realizadas por Fray Cipriano da Cruz.
El 30 de abril de 1834, por decreto de Joaquim António de Aguiar fue vendido en subasta pública, excepto la iglesia, sacristía y claustro del cementerio.
Desde 1986 es parte del patrimonio del Estado portugués
Fue clasificado como Edificio de Interés Público en 1944.